# Westamarasi
Westamarasi (indonesisch Amarasi Barat) ist ein indonesischer Distrikt (Kecamatan) im Westen der Insel Timor. Das Gebiet war früher Teil des Reiches der Amarasi.

## Geographie
Westamarasi befindet sich südöstlich der Stadt Kupang, an der Timorsee. Westlich liegt der Distrikt Nekamese, nördlich Taebenu, nordöstlich Amarasi und östlich Südamarasi. Westamarasi gehört zum Regierungsbezirk Kupang der Provinz Ost-Nusa-Tenggara.
Der Distrikt teilt sich in acht Desa (Einwohnerzahlen von 2010):
- Nekbaun (1.462 Einwohner)
- Merbaun (1.978 Einwohner)
- Erabaun (1.419 Einwohner)
- Teunbaun (2.104 Einwohner)
- Tunbaun (2.929 Einwohner)
- Soba (1.551 Einwohner)
- Niukbaun (1.351 Einwohner)
- Toobaun (1.581 Einwohner)[1]

## Einwohner

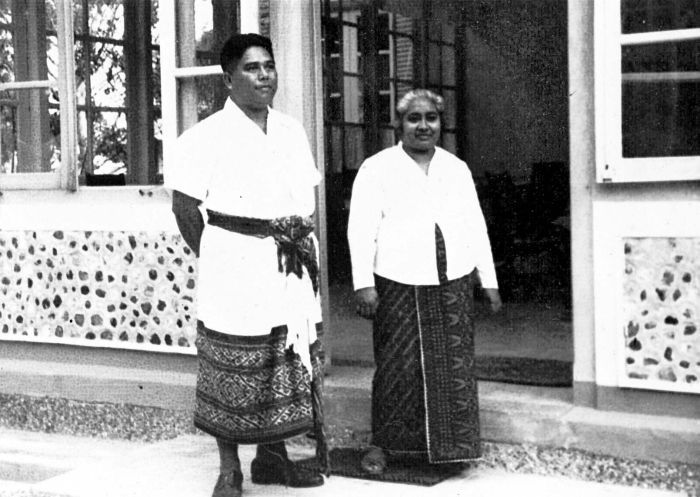
Der Raja der Amarasi in Baun und seine Ehefrau (1949)

14.375 Einwohner lebten in Westamarasi im Jahr 2010.

## Sonstiges
Der Vater der australischen Sängerin Jessica Mauboy stammt aus dem Desa Teunbaun im Distrikt.